# Hyundai County

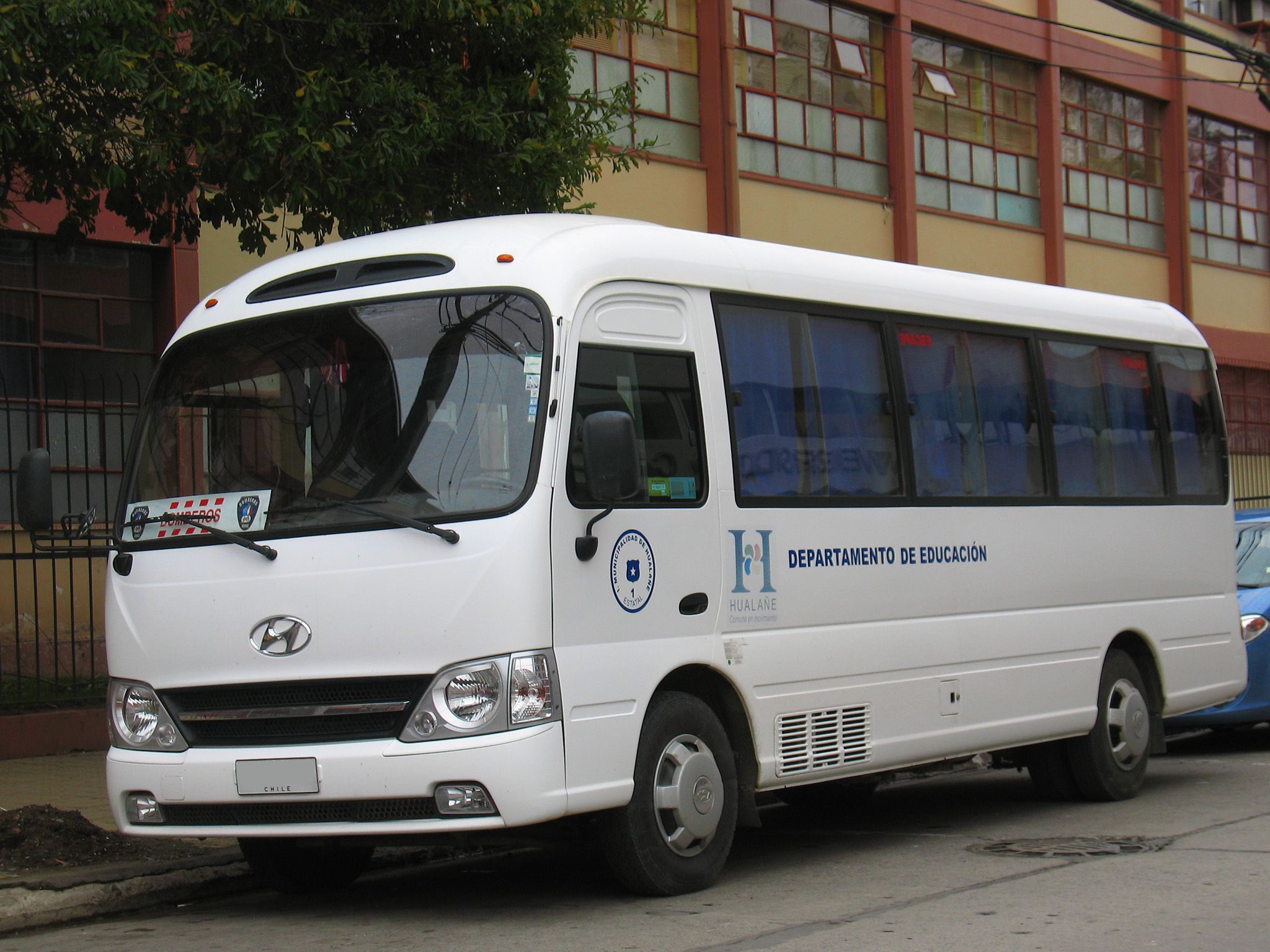
Hyundai County ІІ (2008-2015)

Hyundai County (Хюндай Каунті) — автобус малого класу, фірми Hyundai, пропонується в двох версіях, в залежності від довжини і місткості. Модель Standard body має довжину 6345 мм (15-26 місць для сидіння). Модель Long body в довжину 7080 мм (29-30 сидінь).
Почав випускатися в 1998 році.
У 2004 році почала випускатися оновлена модифікація e-County.
З грудня 2006 року на Таганрозькому автомобільному заводі автобус збирається у варіанті 18+1 місце і чотирьох модифікаціях (відрізняються наявністю низького статі і кондиціонера).
Автобус використовується на міських маршрутах.
У Японії, Азійсько-Тихоокеанському регіоні, Середньому Сході, Африці та Південній Америці його основними конкурентами були Kia Combi, Asia Combi.
Він також випускався компанією Bering Truck як округ Bering County.
В 2008 році представили друге покоління моделі з новим кузовом та оснащенням.
В 2015 році представили третє покоління моделі з новим кузовом та оснащенням.
У даний момент випускаються автобуси в довгій версії, модифікації LONG, в комплектації 21+7 і 15+17, а також приміський 19+1. Додаткове обладнання та поліпшення комплектації виробляє ІНВО АВТО.